# Махлуфи, Тауфик
Тауфи́к Махлуфи́ (араб. توفيق مخلوفي‎, род. 29 апреля 1988 года, Сук-Ахрас, Алжир) — алжирский бегун на средние дистанции, олимпийский чемпион 2012 года на дистанции 1500 метров, чемпион Африки и победитель Всеафриканских игр 2011 года.

## Биография

### До 2009 года
Тауфик Махлуфи родился в городе Сук-Ахрас на северо-востоке Алжира, в одноимённой провинции. С детства занимался бегом. Первым крупным соревнованием для него стал Чемпионат мира по бегу по пересечённой местности 2007 года, где он был только 82-м в беге на 8 км среди юниоров, отстав от лидера более чем на 4 минуты. С 2009 года Махлуфи перешёл в выступления среди взрослых атлетов, и в том же году на Средиземноморских играх в беге на 1500 м он пришёл к финишу четвёртым. Вскоре после этого он выступил на Golden Gala на такой же дистанции он установил личный рекорд 3.34,34. Одержав победу на Чемпионате Алжира, он получил право представлять свою страну на Чемпионате мира по лёгкой атлетике, где дошёл до полуфинала.

### 2010 год
В 2010 году Махлуфи улучшил своё личное достижение в беге на 1500 м до 3.32,94 на соревнованиях Herculis, войдя в топ-20 лучших атлетов года. На Чемпионате Африки по лёгкой атлетике в том же году ему удалось выйти в финал, однако он сошёл с дистанции, не добежав до финиша.

### 2011 год
В новом, 2011 году Тауфик Махлуфи вновь стал победителем на национальных соревнованиях и дважды выступил на Бриллиантовой лиге ИААФ — в Дохе и Стокгольме. На Чемпионате мира по лёгкой атлетике в Тэгу он вновь дошёл до полуфинала. На Всеафриканских играх в Мапуту Махлуфи удалось осуществить прорыв — сначала он завоевал «бронзу» в беге на 1500 м, а затем на дистанции на 800 м обошёл фаворита соревнований Боаза Лаланга, завоевав тем самым свою первую золотую медаль на престижных соревнованиях международного уровня.

### 2012 год
В 2012 году Махлуфи завоевал серебряную награду на Международных соревнованиях имени Мохаммеда VI из серии Мирового вызова по лёгкой атлетике в Рабате (дистанция 1500 м) и золотую на Чемпионате Африки по лёгкой атлетике в Порто-Ново в беге на 800 м, где он вновь улучшил свой личный рекорд до 1.43,71.

#### Летние Олимпийские игры в Лондоне
На Олимпиаде-2012 Махлуфи сошёл с дистанции на предварительном забеге на 800 м и был отстранён от соревнований за неспортивное поведение. Однако впоследствии ему разрешили принять участие в соревнованиях, и он прибежал первым на дистанции в 1500 м, принеся в копилку алжирской сборной единственное «золото» на этой Олимпиаде и пятое за всю историю участия его страны в Олимпийских играх.

#### После Олимпиады-2012
17 августа 2012 года на соревнованиях DN Galan, проводимых в рамках Бриллиантовой лиги ИААФ, Махлуфи занял второе место, уступив только Мохаммеду Аману из Эфиопии.

### Летние Олимпийские игры в Рио
На Олимпиаде в Рио-де-Жанейро завоевал две серебряные медали в беге на 800 метров и 1500 метров. На дистанции 800 метров установил в финале национальный рекорд (1:42,61), но уступил Дэвиду Рудише (1:42,15). На дистанции 1500 метров показал время 3:50.11 и проиграл 0,11 сек американцу Мэттью Центровицу.

### 2019 год
Серебряный призёр чемпионата мира 2019 года в Дохе на дистанции 1500 метров.